# 弱超電荷
弱超電荷 (weak hypercharge) は、素粒子物理学において、電弱相互作用のゲージ群 SU(2)×U(1) の U(1) 部分に対応する量子数である。
弱超電荷は標準模型の範囲内において保存する。
YW と表記され、対応するゲージ群はしばしば U(1)Y と書かれる。

## 概要
素粒子物理学における超電荷はワインバーグ＝サラム理論、或いはそれを含む標準模型における、ゲージ群の U(1) 部分に対応する量子数である。
電磁相互作用と弱い相互作用の統一に対応して、電磁相互作用の量子数である電荷と関係している。
この関係は強い相互作用における超電荷についての中野・西島・ゲルマンの法則と類似する。この超電荷は弱い相互作用において保存しないため、ウィークスケールやそれ以上のエネルギー領域を扱う分野では用いられることがなく、そのため弱超電荷を単に超電荷と呼ばれることも多い。

## 定義
ゲージ群 SU(2)×U(1) の U(1) の部分に対応するゲージ変換の生成子である。
ヤン＝ミルズ理論に従い、共変微分を
{\displaystyle {\mathcal {D}}_{\mu }=\partial _{\mu }-igW_{\mu }^{a}T^{a}-ig'B_{\mu }{\frac {Y_{W}}{2}}}
と書いたときの YW が弱超電荷（ウィークハイパーチャージ）である。
対応するゲージ場 B は SU(2) に対応する W3 と混合することで、観測されるZボソンおよび量子電磁力学の光子を生成する。
弱超電荷 YW の実際の量子数は中野・西島・ゲルマンの法則との類推で
{\displaystyle Q=T^{3}+{\frac {Y_{W}}{2}}}
を満たすように定義される。
ここで、Q は電荷（素電荷を単位とする）で、 T3 は弱アイソスピンの第三成分である。
U(1) の生成子の絶対値には意味がなく、
{\displaystyle {\mathcal {D}}_{\mu }=\partial _{\mu }-igW_{\mu }^{a}T^{a}-ig'B_{\mu }Y_{W}}
{\displaystyle Q=T^{3}+Y_{W}}
と定義することもある。
こちらの定義では共変微分に余計な係数が出てこない。

## アノマリー
標準模型では U(1) のアノマリーが、クォークとレプトンで相殺されている。
アノマリーの相殺のためにクォークとレプトンは同じ世代数が必要である。
これは標準模型の枠内では全くの偶然であり、理論がより大きな対称性に埋め込まれている可能性を示唆しており、大統一理論の根拠の1つとなっている。

## バリオン数とレプトン数
弱超電荷とバリオン数 - レプトン数 (B−L )は次の関係式が成り立つ: 
{\displaystyle X+2Y_{W}=5(B-L)\,}
ここで、XはGUTに関連した保存する量子数である。弱超電荷もまた保存するので、B - Lもまた標準模型および多くの拡張モデル内で保存することを示唆する。